# Cymbidium nomachianum
Cymbidium nomachianum är en orkidéart som beskrevs av Tomohisa Yukawa och Nob.Tanaka. Cymbidium nomachianum ingår i släktet Cymbidium, och familjen orkidéer. Inga underarter finns listade i Catalogue of Life.